# Голяма Балахня
Голяма Балахня (на руски: Большая Балахня) е река в Азиатската част на Русия, Северен Сибир, Красноярски край, Таймирски (Долгано-Ненецки) автономен окръг, вливаща се в Хатангския залив на море Лаптеви. Дължината ѝ е 532 km, което ѝ отрежда 179-о място по дължина сред реките на Русия.
Река Голяма Балахня води началото си от езерото Дълго, на 61 m н.в., разположено в централната част на Северосибирската низина в Таймирския (Долгано-Ненецки) автономен окръг, Красноярски край. По цялото си протежение реката тече през северната, централна част на Северосибирската низина в източно направление през силно заблатени тундрови райони, осеяни със стотици малки езера, а руслото ѝ изобилства от меандри. Влива се в северозападната част на Хатангския залив на море Лаптеви.
Водосборният басейн на Голяма Балахня има площ от 12,6 хил. km2 и обхваща югоизточните части на полуостров Таймир в североизточната част на Таймирския (Долгано-Ненецки) автономен окръг, Красноярски край.
Границите на водосборния басейн на реката са следните:
- на северозапад и север – водосборния басейн на река Таймира, вливаща се в Карско море;
- на юг и североизток – водосборните басейни на река Хатанга и други по-малки реки, вливащи се в море Лаптеви.

Река Голяма Балахня получава над 30 притока с дължина над 15 km, но нито един от тях не е по-дълъг от 100 km.
Подхранването на реката е предимно снежно (60%) и по-малко дъждовно. Река Голяма Балахня замръзва в края на септември, а се размразява в началото на юни.
Реката протича през безлюдни райони и породи това, и липсата на промишлени предприятия водата в Голяма Балахня е изключително чиста и в нея обитават множество видови риби, а през лятото по бреговете ѝ гнездят стотици хиляди прелетни птици.